# Quinnesec (Míchigan)
Quinnesec es un lugar designado por el censo ubicado en el condado de Dickinson en el estado estadounidense de Míchigan. En el Censo de 2010 tenía una población de 1191 habitantes y una densidad poblacional de 390,36 personas por km².

## Geografía
Quinnesec se encuentra ubicado en las coordenadas 45°47′51″N 87°59′39″O / 45.79750, -87.99417. Según la Oficina del Censo de los Estados Unidos, Quinnesec tiene una superficie total de 3.05 km², de la cual 2.83 km² corresponden a tierra firme y (7.13%) 0.22 km² es agua.

## Demografía
Según el censo de 2010, había 1191 personas residiendo en Quinnesec. La densidad de población era de 390,36 hab./km². De los 1191 habitantes, Quinnesec estaba compuesto por el 97.23% blancos, el 1.01% eran afroamericanos, el 0.5% eran amerindios, el 0.25% eran asiáticos, el 0% eran isleños del Pacífico, el 0.34% eran de otras razas y el 0.67% pertenecían a dos o más razas. Del total de la población el 0.67% eran hispanos o latinos de cualquier raza.